# 16-я Гонконгская кинопремия
16-я церемония Гонконгской кинопремии, на которой были отмечены лучшие фильмы 1996 года, состоялась 13 апреля 1997 года в Гонконгском культурном центре, Гонконг. Во время церемонии вручались награды в 15 категориях.

## Статистика
| Фильм                                  | номинации | победы |
| -------------------------------------- | --------- | ------ |
| • Товарищи. Почти история любви        | 11        | 9      |
| • Большая пуля                         | 9         | 1      |
| • Вива, эротика                        | 8         | 2      |
| • Вход к тигру                         | 7         | 0      |
| • Первый удар                          | 5         | 1      |
| • Кто женщина, кто мужчина             | 5         | 0      |
| • Список                               | 4         | 1      |
| • Гангстерские войны                   | 4         | 0      |
| • Чёрная Маска                         | 4         | 0      |
| • Луна-соблазнительница                | 3         | 0      |
| • Без компромиссов                     | 3         | 0      |
| • На краю земли                        | 2         | 1      |
| • Кому-то там наверху я нравлюсь       | 2         | 0      |
| • Бог кулинарии                        | 1         | 0      |
| • Четыре лица Евы                      | 1         | 0      |
| • Тринадцатое июля                     | 1         | 0      |
| • Телохранители последнего губернатора | 1         | 0      |
| • Молодые и опасные 3                  | 1         | 0      |
| • Быть первым                          | 1         | 0      |
| • Однажды в триаде                     | 1         | 0      |
| • Однажды в триаде 2                   | 1         | 0      |
| • Любовь и секс среди руин             | 1         | 0      |
| • Король приключений                   | 1         | 0      |
| • Время чудес                          | 1         | 0      |
| • Почувствуй себя на все 100% ещё раз  | 1         | 0      |

## Список номинантов и лауреатов
★ Победители выделены отдельным цветом. 
| Номинация                           | Лауреаты и номинанты                                                                                                  | Лауреаты и номинанты                                                                           | Лауреаты и номинанты                                                                           |
| ----------------------------------- | --- | ---------------------------------------------------------------------------------------------- | ---------------------------------------------------------------------------------------------- |
| Лучший фильм                        | | ★ «Товарищи. Почти история любви» режиссёр: Питер Чан                                          | ★ «Товарищи. Почти история любви» режиссёр: Питер Чан                                          |
| Лучший фильм                        | • «Вход к тигру» режиссёр: Шу Кэй                                                                                     |                                                                                                |                                                                                                |
| Лучший фильм                        | • «Большая пуля» режиссёр: Бенни Чан                                                                                  |                                                                                                |                                                                                                |
| Лучший фильм                        | • «Первый удар» режиссёр: Стэнли Тонг                                                                                 |                                                                                                |                                                                                                |
| Лучший фильм                        | • «Вива, эротика» режиссёр: Дерек И                                                                                   |                                                                                                |                                                                                                |
| Лучшая режиссёрская работа          | | ★ Питер Чан за фильм «Товарищи. Почти история любви»                                           | ★ Питер Чан за фильм «Товарищи. Почти история любви»                                           |
| Лучшая режиссёрская работа          | • Бенни Чан за фильм «Большая пуля»                                                                                   |                                                                                                |                                                                                                |
| Лучшая режиссёрская работа          | • Дерек И за фильм «Вива, эротика»                                                                                    |                                                                                                |                                                                                                |
| Лучшая режиссёрская работа          | • Дерек Чиу за фильм «Список»                                                                                         |                                                                                                |                                                                                                |
| Лучшая режиссёрская работа          | • Шу Кэй за фильм «Вход к тигру»                                                                                      |                                                                                                |                                                                                                |
| Лучшая женская роль                 | | ★ Мэгги Чун за фильм «Товарищи. Почти история любви»                                           | ★ Мэгги Чун за фильм «Товарищи. Почти история любви»                                           |
| Лучшая женская роль                 | • Джозефин Сяо за фильм «Вход к тигру»                                                                                |                                                                                                |                                                                                                |
| Лучшая женская роль                 | • Карен Мок за фильм «Бог кулинарии»                                                                                  |                                                                                                |                                                                                                |
| Лучшая женская роль                 | • Гун Ли за фильм «Луна-соблазнительница»                                                                             |                                                                                                |                                                                                                |
| Лучшая женская роль                 | • Сандра Ын за фильм «Четыре лица Евы»                                                                                |                                                                                                |                                                                                                |
| Лучшая мужская роль                 | | ★ Кент Чен за фильм «Список»                                                                   | ★ Кент Чен за фильм «Список»                                                                   |
| Лучшая мужская роль                 | • Лау Чинвань за фильм «Большая пуля»                                                                                 |                                                                                                |                                                                                                |
| Лучшая мужская роль                 | • Леон Лай за фильм «Товарищи. Почти история любви»                                                                   |                                                                                                |                                                                                                |
| Лучшая мужская роль                 | • Майкл Вон за фильм «Без компромиссов»                                                                               |                                                                                                |                                                                                                |
| Лучшая мужская роль                 | • Джеки Чан за фильм «Первый удар»                                                                                    |                                                                                                |                                                                                                |
| Лучшая мужская роль                 | • Лесли Чун за фильм «Вива, эротика»                                                                                  |                                                                                                |                                                                                                |
| Лучшая женская роль второго плана   | | ★ Шу Ци за фильм «Вива, эротика»                                                               | ★ Шу Ци за фильм «Вива, эротика»                                                               |
| Лучшая женская роль второго плана   | • Хелена Ло за фильм «Тринадцатое июля»                                                                               |                                                                                                |                                                                                                |
| Лучшая женская роль второго плана   | • Тереза Ли за фильм «Большая пуля»                                                                                   |                                                                                                |                                                                                                |
| Лучшая женская роль второго плана   | • Тереза Ли за фильм «Кто женщина, кто мужчина»                                                                       |                                                                                                |                                                                                                |
| Лучшая женская роль второго плана   | • Анита Юань за фильм «Вход к тигру»                                                                                  |                                                                                                |                                                                                                |
| Лучшая женская роль второго плана   | • Мэй Ло за фильм «Телохранители последнего губернатора»                                                              |                                                                                                |                                                                                                |
| Лучшая мужская роль второго плана   | | ★ Эрик Цан за фильм «Товарищи. Почти история любви»                                            | ★ Эрик Цан за фильм «Товарищи. Почти история любви»                                            |
| Лучшая мужская роль второго плана   | • Джордан Чан за фильм «Большая пуля»                                                                                 |                                                                                                |                                                                                                |
| Лучшая мужская роль второго плана   | • Джерри Ламб за фильм «Список»                                                                                       |                                                                                                |                                                                                                |
| Лучшая мужская роль второго плана   | • Элвис Цуй за фильм «Вива, эротика»                                                                                  |                                                                                                |                                                                                                |
| Лучшая мужская роль второго плана   | • Энтони Вонг за фильм «Молодые и опасные 3»                                                                          |                                                                                                |                                                                                                |
| Лучшая мужская роль второго плана   | • Саймон Ям за фильм «Быть первым»                                                                                    |                                                                                                |                                                                                                |
| Лучший сценарий                     | ★ Иви Хо за фильм «Товарищи. Почти история любви»                                                                     | ★ Иви Хо за фильм «Товарищи. Почти история любви»                                              |                                                                                                |
| Лучший сценарий                     | • Рэймонд Тоу за фильм «Вход к тигру»                                                                                 |                                                                                                |                                                                                                |
| Лучший сценарий                     | • Кай Чунг Чунг за фильм «Однажды в триаде»                                                                           |                                                                                                |                                                                                                |
| Лучший сценарий                     | • Кай Чунг Чунг за фильм «Однажды в триаде 2»                                                                         |                                                                                                |                                                                                                |
| Лучший сценарий                     | • Ли Чи-Нгай за фильм «На краю земли»                                                                                 |                                                                                                |                                                                                                |
| Лучший сценарий                     | • Чун Чи-Син за фильм «Любовь и секс среди руин»                                                                      |                                                                                                |                                                                                                |
| Лучший новый актёр                  | | ★ Шу Ци за фильм «Вива, эротика»                                                               | ★ Шу Ци за фильм «Вива, эротика»                                                               |
| Лучший новый актёр                  | • Энни Ву за фильм «Первый удар»                                                                                      |                                                                                                |                                                                                                |
| Лучший новый актёр                  | • Тереза Ли за фильм «Кто женщина, кто мужчина»                                                                       |                                                                                                |                                                                                                |
| Лучший новый актёр                  | • Кристи Ян за фильм «Товарищи. Почти история любви»                                                                  |                                                                                                |                                                                                                |
| Лучший новый актёр                  | • Дэниел Чан за фильм «Вход к тигру»                                                                                  |                                                                                                |                                                                                                |
| Лучшая операторская работа          | ★ Джингл Ма за фильм «Товарищи. Почти история любви»                                                                  | ★ Джингл Ма за фильм «Товарищи. Почти история любви»                                           |                                                                                                |
| Лучшая операторская работа          | • Артур Вон за фильм «Кому-то там наверху я нравлюсь»                                                                 |                                                                                                |                                                                                                |
| Лучшая операторская работа          | • Артур Вон за фильм «Большая пуля»                                                                                   |                                                                                                |                                                                                                |
| Лучшая операторская работа          | • Кристофер Дойл за фильм «Луна-соблазнительница»                                                                     |                                                                                                |                                                                                                |
| Лучшая операторская работа          | • Пун Хан-Сан за фильм «Гангстерские войны»                                                                           |                                                                                                |                                                                                                |
| Лучший монтаж                       | ★ Чун Ка-Фай, Питер Чун за фильм «Большая пуля»                                                                       | ★ Чун Ка-Фай, Питер Чун за фильм «Большая пуля»                                                |                                                                                                |
| Лучший монтаж                       | • Питер Чун, Яу Чи-Вай за фильм «Первый удар»                                                                         |                                                                                                |                                                                                                |
| Лучший монтаж                       | • Чан Ки-Хоп за фильм «Без компромиссов»                                                                              |                                                                                                |                                                                                                |
| Лучший монтаж                       | • Дэвид Ву за фильм «Кому-то там наверху я нравлюсь»                                                                  |                                                                                                |                                                                                                |
| Лучший монтаж                       | • Куон Чилён, Шу Кэй за фильм «Вход к тигру»                                                                          |                                                                                                |                                                                                                |
| Лучшая работа художника             | ★ Кеннет И за фильм «Товарищи. Почти история любви»                                                                   | ★ Кеннет И за фильм «Товарищи. Почти история любви»                                            |                                                                                                |
| Лучшая работа художника             | • Кеннет И за фильм «Кто женщина, кто мужчина»                                                                        |                                                                                                |                                                                                                |
| Лучшая работа художника             | • Эдди Ма, Билл Лёй за фильм «Чёрная Маска»                                                                           |                                                                                                |                                                                                                |
| Лучшая работа художника             | • Цягуй Хуань за фильм «Луна-соблазнительница»                                                                        |                                                                                                |                                                                                                |
| Лучшая работа художника             | • Брюс Юй за фильм «Гангстерские войны»                                                                               |                                                                                                |                                                                                                |
| Лучшая работа художника по костюмам | ★ Дора Нг за фильм «Товарищи. Почти история любви»                                                                    | ★ Дора Нг за фильм «Товарищи. Почти история любви»                                             |                                                                                                |
| Лучшая работа художника по костюмам | • Дора Нг за фильм «Кто женщина, кто мужчина»                                                                         |                                                                                                |                                                                                                |
| Лучшая работа художника по костюмам | • Ман Лим-Чунг за фильм «Четыре лица Евы»                                                                             |                                                                                                |                                                                                                |
| Лучшая работа художника по костюмам | • Брюс Юй, Ван Хиу-Мин за фильм «Гангстерские войны»                                                                  |                                                                                                |                                                                                                |
| Лучшая работа художника по костюмам | • Уильям Фун, Мэйбел Куань за фильм «Чёрная Маска»                                                                    |                                                                                                |                                                                                                |
| Лучшая постановка экшена            | | ★ Стэнли Тонг за фильм «Первый удар»                                                           | ★ Стэнли Тонг за фильм «Первый удар»                                                           |
| Лучшая постановка экшена            | • Юнь Вопхин за фильм «Чёрная маска»                                                                                  |                                                                                                |                                                                                                |
| Лучшая постановка экшена            | • Стивен Тун за фильм «Гангстерские войны»                                                                            |                                                                                                |                                                                                                |
| Лучшая постановка экшена            | • Тони Чхин, Ма Юксин за фильм «Король приключений»                                                                   |                                                                                                |                                                                                                |
| Лучшая постановка экшена            | • Ма Юк-Син за фильм «Большая пуля»                                                                                   |                                                                                                |                                                                                                |
| Лучшая постановка экшена            | • Брюс Ло за фильм «Без компромиссов»                                                                                 |                                                                                                |                                                                                                |
| Лучшая музыка                       | ★ Чиу Чанхэй за фильм «Товарищи. Почти история любви»                                                                 | ★ Чиу Чанхэй за фильм «Товарищи. Почти история любви»                                          |                                                                                                |
| Лучшая музыка                       | • Джан Фан Чиу, Кларенс Хуэй, Чо Так Лау за фильм «Вива, эротика»                                                     |                                                                                                |                                                                                                |
| Лучшая музыка                       | • Тац Лау за фильм «Список»                                                                                           |                                                                                                |                                                                                                |
| Лучшая музыка                       | • Питер Кам за фильм «Большая пуля»                                                                                   |                                                                                                |                                                                                                |
| Лучшая музыка                       | • Цан-хэй Чи, Питер Кам за фильм «Время чудес»                                                                        |                                                                                                |                                                                                                |
| Лучшая песня                        | | ★ Композитор: Марк Луи • Слова: Чоу Лай Мау • Исполнитель: Келли Чэнь за фильм «На краю земли» | ★ Композитор: Марк Луи • Слова: Чоу Лай Мау • Исполнитель: Келли Чэнь за фильм «На краю земли» |
| Лучшая песня                        | • Композитор: Джейсон Чой • Слова: Альберт Люнг • Исполнитель: Карен Мок, Джордан Чан за фильм «Вива, эротика»        |                                                                                                |                                                                                                |
| Лучшая песня                        | • Композитор: Лесли Чун • Слова: Альберт Люнг • Исполнитель: Лесли Чун, Анита Муи за фильм «Кто женщина, кто мужчина» |                                                                                                |                                                                                                |
| Лучшая песня                        | • Композитор: Чан Квок Ва • Слова: Эрика Ли • Исполнитель: Сэмми Чэн за фильм «Почувствуй себя на все 100% ещё раз»   |                                                                                                |                                                                                                |